# ワールド・ソーラーカー・ラリー

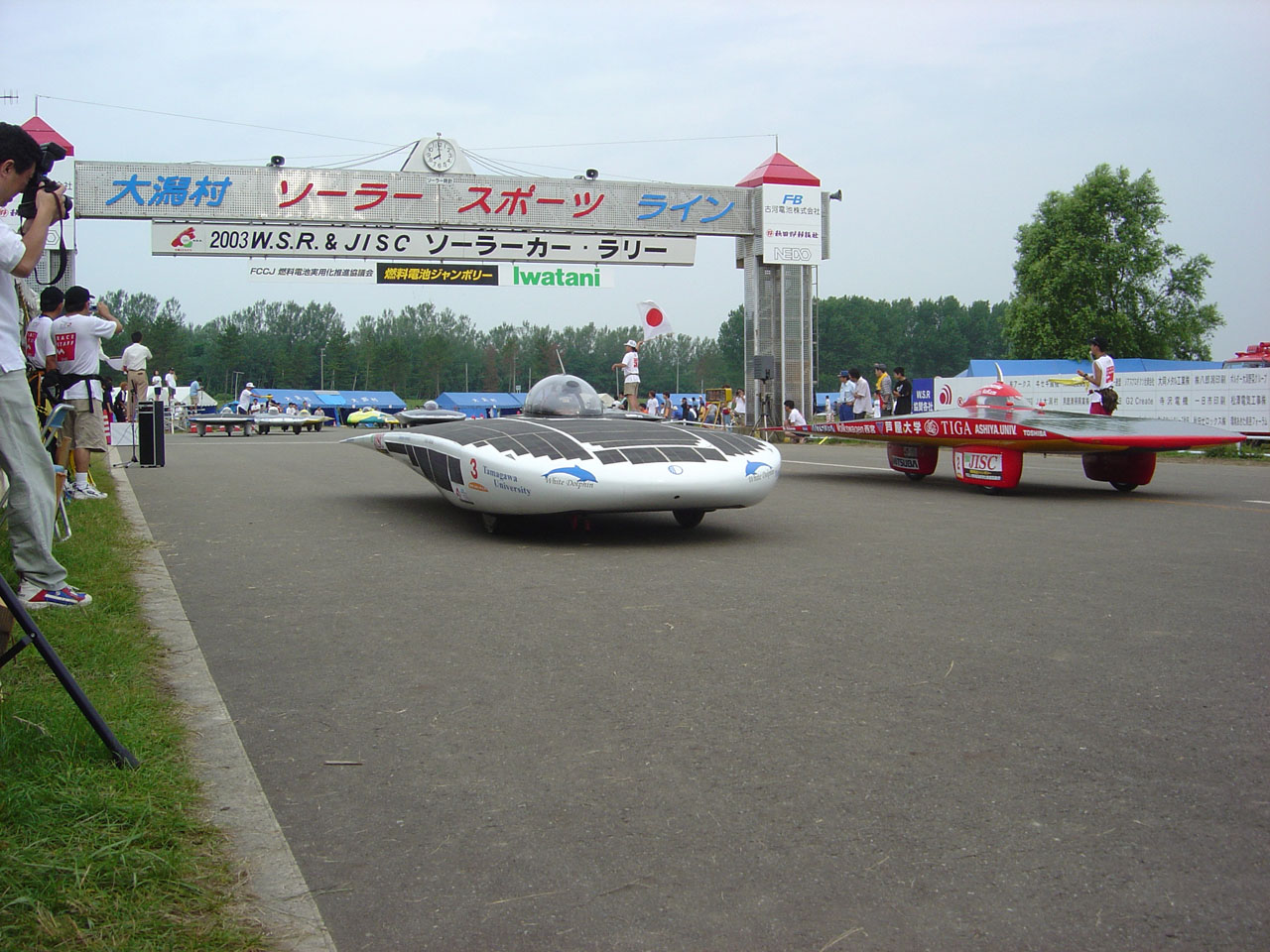
秋田県の大潟村ソーラースポーツラインで開催されるWorld Solarcar Rallye (2003年)

ワールド・ソーラーカー・ラリー(World Solarcar Rally)とは、秋田県大潟村のソーラースポーツラインで開かれるソーラーカーレースである。通称、WSR。
2011年の大会より「ワールド・グリーン・チャレンジ」として開催されている。各大会の名称は「ワールド・グリーン・チャレンジ・ソーラー&FCカー・ラリー」「ワールド・グリーン・チャレンジ・ソーラー・バイシクル・レース」であるが、従来通り、WSR、WSBRと呼ばれる事もある。

## レースの概要
レースは3日間、計25時間でのコースの周回数を競う。レース中は太陽電池以外からの充電は禁止されている。
レース初日のスタート順は前日の最高速コンテストの結果にてグリッド順が決まる。2日目以降はそれまでの総合成績順にスタートする。
レース初日と2日目はレース終了後1時間は走行が許される。この時の超過走行時間がオーバータイムポイントとなりレース順位は周回数が同じであればオーバータイムポイントが少ないチームが上位となる。
また、オーバータイムポイントは一定以上累積すると周回が減算されるペナルティがある。

## 歴史
レースは1993年に第1回が大潟村内の一般公道を使って開催された後、第2回以降はソーラーカーレースなどの専用コース大潟村ソーラースポーツラインで開催されている。
1994年の大会はNHKが会場より中継、1999年と2000年大会はSKY PerfecTV!にて録画放送された。

## ワールド・ソーラー・バイシクル・レース
1994年からはソーラーカーレースの入門編としてソーラーバイシクルの大会ワールド・ソーラー・バイシクル・レース(通称・WSBR)も開催されるようになった。
市販ロードレーサーに規定の太陽電池とバッテリーとモーターを積んだだけのものから、フルカウルのもの、ペダルが無いミニソーラーカーなどのクラスがある。

## 全日本学生ソーラー＆FCカーチャンピオンシップ
1999年大会より、全日本学生ソーラーカーチャンピオンシップ(通称・JISC)として学生部門の所管が変更となり、同時開催ではあるが大会としては分離した。
ただし、ワールド・ソーラーカー・ラリーでも学生部門にあたるジュニアクラスは残されたためにクラス分けがやや複雑となった。
2003年大会より燃料電池部門を創設。
2006年大会より全日本学生ソーラー&FCカーチャンピオンシップ(通称・JISFC)となった。

## 関連
- ソーラーカー
- ソーラーカーレース
- ソーラーカーチームの一覧

### 他の大会
- ワールド・ソーラー・チャレンジ
- ワールド・エコノ・ムーブ
- FIA ALTERNATIVE ENERGIES CUP ソーラーカーレース鈴鹿
- 全国ソーラーラジコンカーコンテストin白山